# 꼰다오 공항
꼰다오 공항(베트남어: Sân bay Côn Đảo, Con Dao Airport, IATA: VCS, ICAO: VVCS)은 베트남 바리어붕따우성 앞바다의 꼰다오 제도 꼰선섬에 위치해 있다.

## 운항 노선
| 항공사      | 목적지       |
| ----------- | ------------ |
| 베트남 항공 | 껀터, 호찌민 |
| 바스코 항공 | 호찌민       |

## 같이 보기
- 베트남의 공항
- 국내공항

## 웹사이트
- 꼰다오 공항  - 공식 웹사이트